# 田邊駿一
田邊 駿一（たなべ しゅんいち、1987年6月25日 - ）は、日本のミュージシャンである。BLUE ENCOUNTのボーカル・ギター及び全ての曲の作詞・作曲を担当。。熊本県出身、血液型はO型。熊本市立花園小学校、熊本市立井芹中学校卒業、熊本高等専門学校中退。東京スクールオブミュージック専門学校卒業。

## 人物
自他共に認めるほどのサウナ好きで、多いときで週５回（1日に２回の時もある）サウナに行っている。
お酒が好きで、必ずと言っていいほど誕生日には日本酒ばかりもらう。
2023年2月に運転免許を取得。
好きな食べ物は梅干しと貝類。
トイガン集めと映画鑑賞が趣味である。
メインギターはGibsonのレスポール。
過去に島村楽器のオリジナルブランドHISTORY製のカスタムメイドギターSGタイプを使用していた。
トレードマークの黒縁眼鏡はレンズが入っておらず、コンタクトレンズを使用している。
ELLEGARDEN、細美武士を尊敬しており、細美が作った楽曲に出会ったことでBLUE ENCOUNTが結成された。
BLUE ENCOUNTの名前の由来は、結成された当時田邊が香港映画に傾倒しており『ブルー・エンカウンター』というB級映画のタイトルから着想したものである。
キュウソネコカミのヤマサキセイヤと仲が良く、"バンドマン男旅部"をつくりゲストを入れて旅行している。部員はヤマサキセイヤの他に鍼灸師のめがぱんがいる。

## メディア出演

### テレビ
- 音流〜ONRYU〜（2018年7月20日 - 2022年4月23日）→超音波（2022年5月20日 - 、テレビ東京） - 「酒場サーキット」コーナーMC ※不定期放送[5]

### ラジオ
- イオンウォーター presents トトノウラジオ（DJ、毎週月曜日）